# Cercyon tristis
Cercyon tristis é uma espécie de insetos coleópteros polífagos pertencente à família Hydrophilidae.
A autoridade científica da espécie é Illiger, tendo sido descrita no ano de 1801.
Trata-se de uma espécie presente no território português.